# Gartenhäuschen Twiete
Das Gartenhäuschen Twiete und das Gartenhäuschen Königsstraße in Arnsberg sind zwei denkmalgeschützte Gebäude im klassizistischen Stil aus den ersten Jahrzehnten des 19. Jahrhunderts.

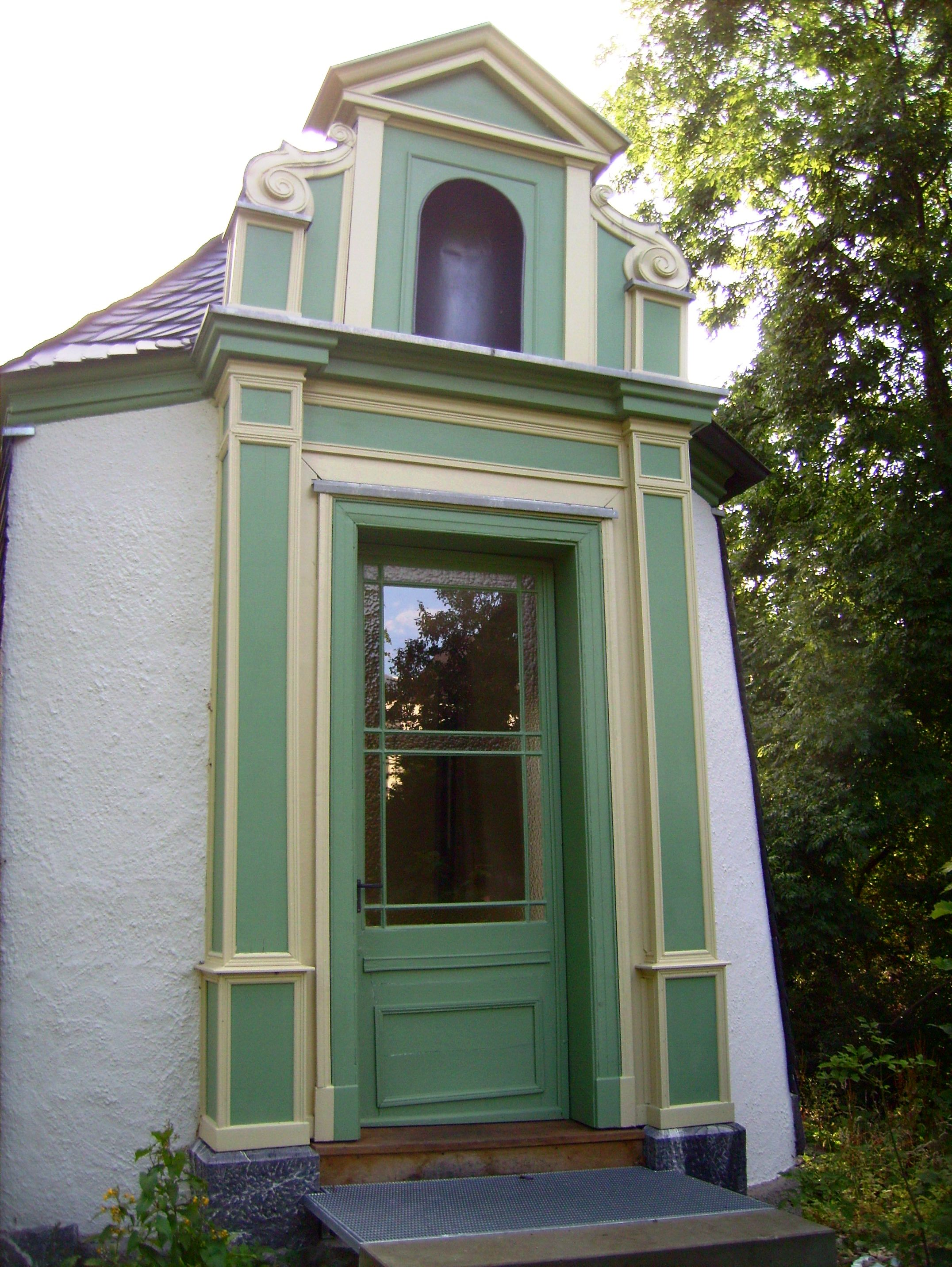
Gartenhäuschen Twiete 1

## Geschichte
Beide Gebäude liegen in einem Abstand von 40 m in den langgestreckten und großen Gärten zweier klassizistischer Wohngebäude. Sie dienten nicht zu Wohnzwecken, sondern zu Erholung sowie zur bürgerlichen Repräsentation. Praktischen Nutzen hatten die Keller der Häuschen auch als Weinkeller.
Das Gartenhäuschen Twiete 1 wurde zwischen 1830 und 1850 erbaut. Es liegt im Garten des klassizistischen Bürgerhauses Königsstraße 24, erbaut vom Justizamtmann Franz Friedrich Bernhard Höynck (1764–1845). Der Grundriss ist langgestreckt und achteckig. Später wurde der neobarocke Eingangsbereich vorgebaut. Ursprünglich war es ein Fachwerkbau, später wurde er teilweise verschiefert. Das Häuschen wurde mehrfach grundlegend renoviert. So in den 1930er und 1980er Jahren.

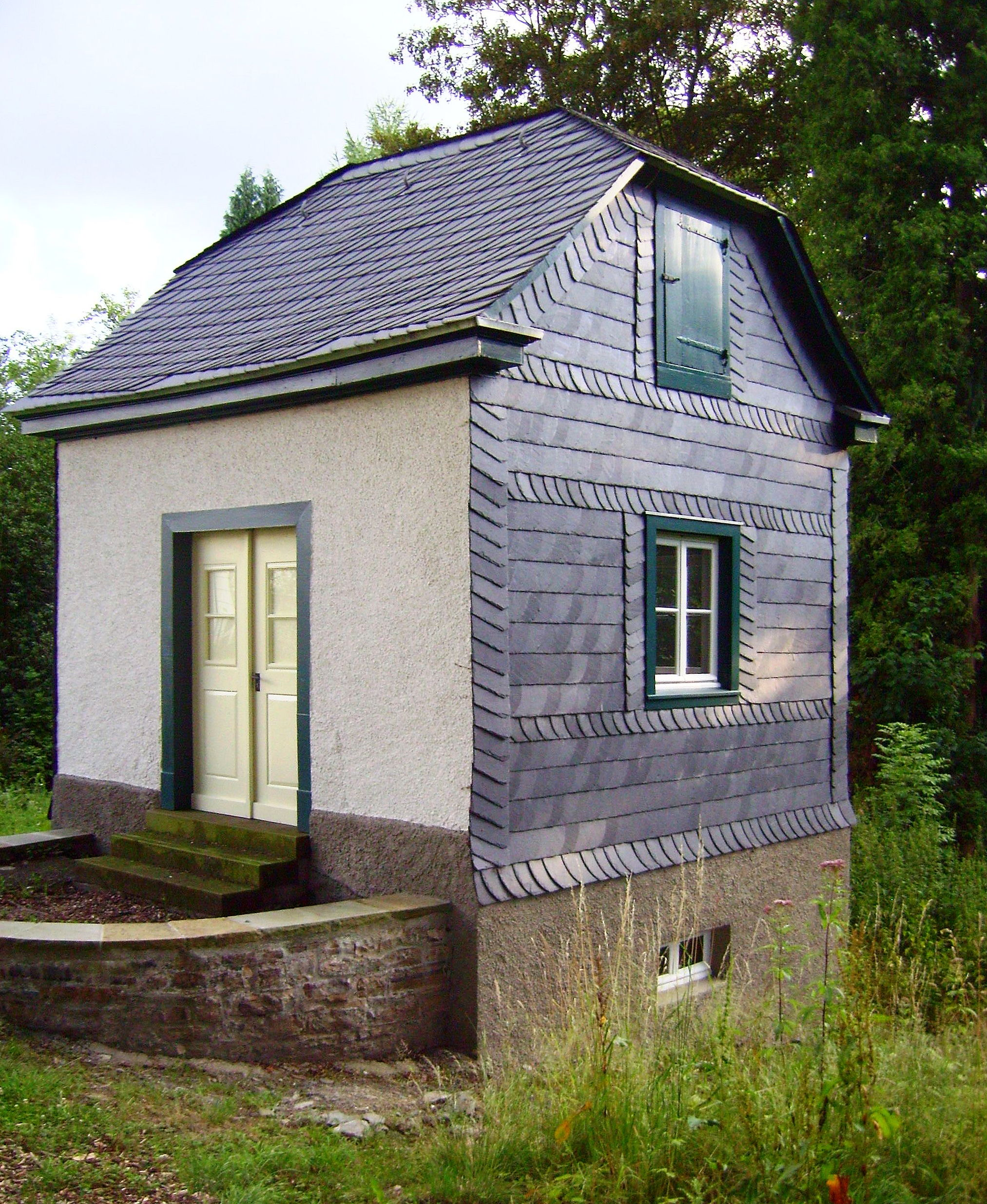
Gartenhäuschen Königsstraße

Das Gartenhäuschen Königstraße 28 (heute 36) wurde zwischen 1822 und 1830 im Garten eines benachbarten Wohnhauses erbaut. Nach der Übernahme durch die Armen Schulschwestern und der Gründung des Mariengymnasiums gehörte auch das Gartenhäuschen zum Schulkomplex. Das Häuschen ist rechteckig und weist ein klassizistisches Erscheinungsbild auf. Auch dieses Häuschen war zunächst ein Fachwerkbau, ehe es an drei Seiten mit Schiefer verkleidet wurde.
Beide Gebäude gehören zu den letzten Exemplaren in Westfalen und stehen seit 1983 unter Denkmalschutz.
Die Stadt Arnsberg hat die beiden Häuschen im Jahr 2006 von den früheren Besitzern erworben. Die teilweise stark heruntergekommenen Bauten wurden mit Hilfe der Stiftung Lebendige Stadt restauriert. Die Neugestaltung des Umfeldes wurde teilweise abgeschlossen und die Gebäude am 13. September 2009 offiziell der Öffentlichkeit zugänglich gemacht. Bereits im Juli 2008 wurden die beiden Häuschen zum Denkmal des Monats des Landschaftsverbandes Westfalen-Lippe gewählt.